# Marandeuil
Marandeuil ist eine französische Gemeinde mit 97 Einwohnern (Stand: 1. Januar 2022) im Département Côte-d’Or in der Region Bourgogne-Franche-Comté (vor 2016 Bourgogne). Sie gehört zum Arrondissement Dijon und zum Kanton Auxonne. 

## Geographie
Marandeuil liegt etwa 27 Kilometer ostnordöstlich von Dijon am Bèze. An der südwestlichen Gemeindegrenze verläuft die Albane, die später in die Bèze einmündet. Umgeben wird Marandeuil von den Nachbargemeinden Cuiserey im Nordwesten und Norden, Charmes im Norden und Nordosten, Montmançon im Osten, Drambon im Osten und Südosten, Saint-Léger-Triey im Südosten und Süden, Étevaux im Süden und Südwesten sowie von Trochères im Westen.

## Bevölkerungsentwicklung
| Jahr                       | 1962 | 1968 | 1975 | 1982 | 1990 | 1999 | 2006 | 2013 | 2019 |
| Einwohner                  | 68   | 41   | 41   | 38   | 58   | 51   | 49   | 123  | 104  |
| Quellen: Cassini und INSEE |      |      |      |      |      |      |      |      |      |

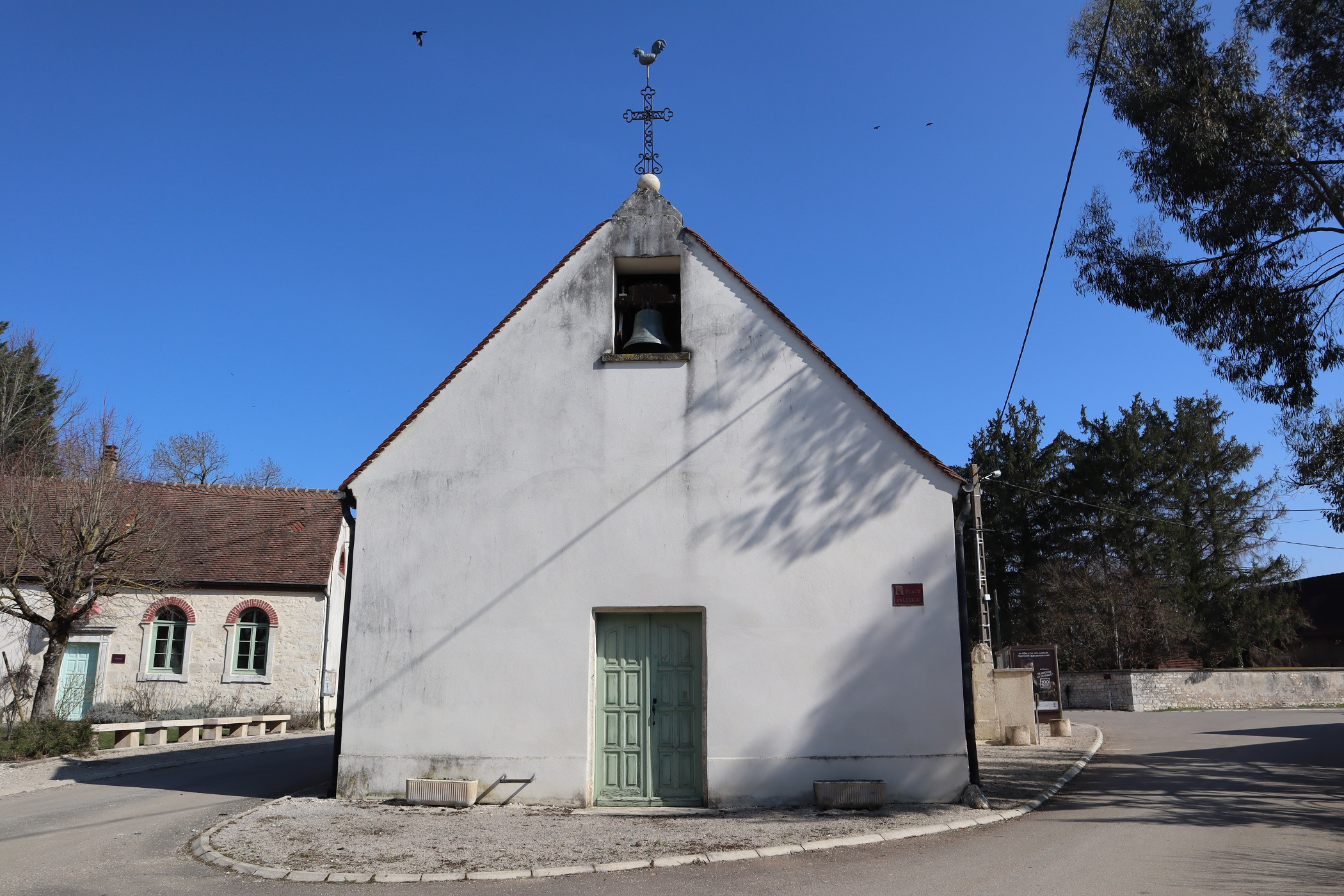
Himmelfahrtskirche
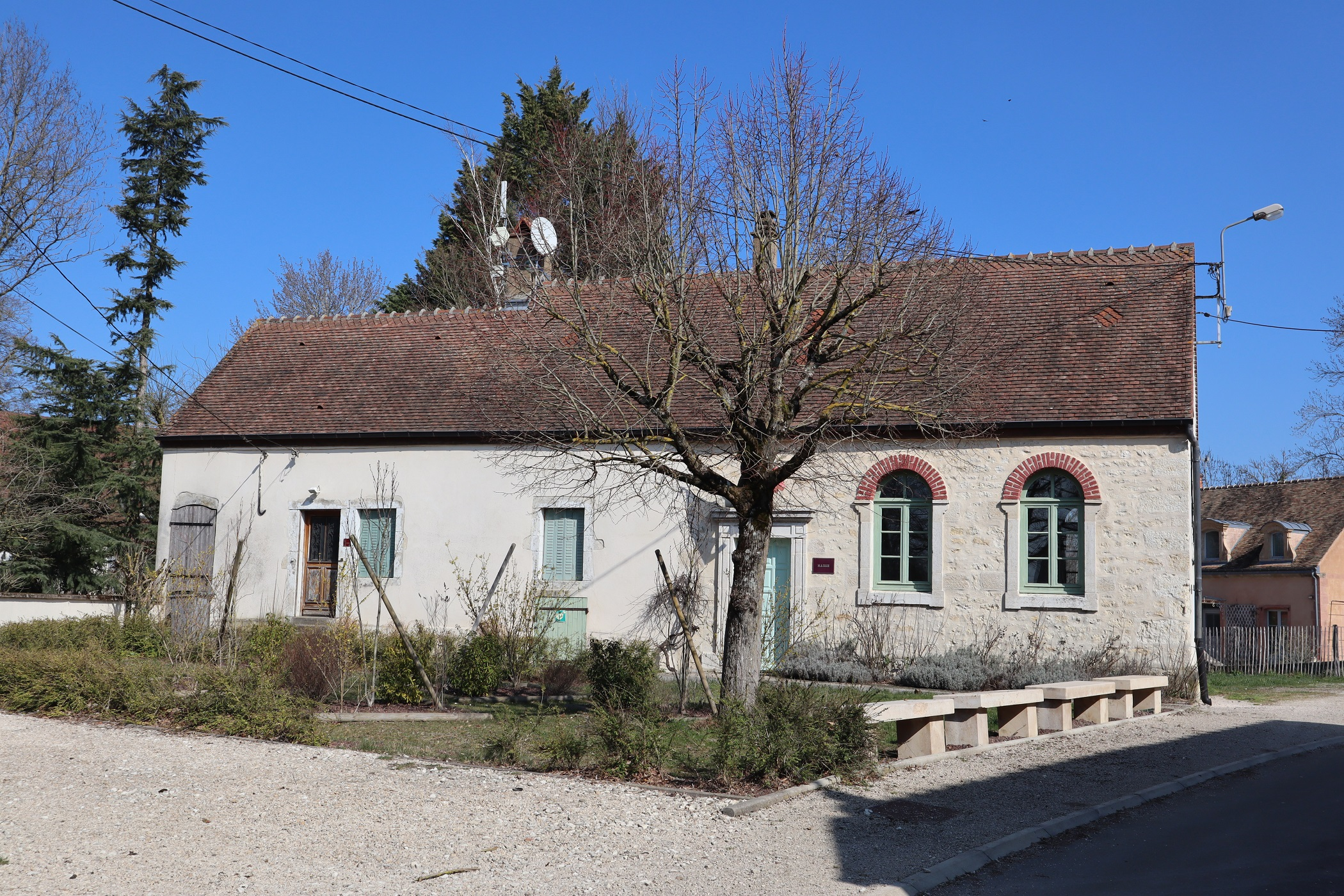
Rathaus
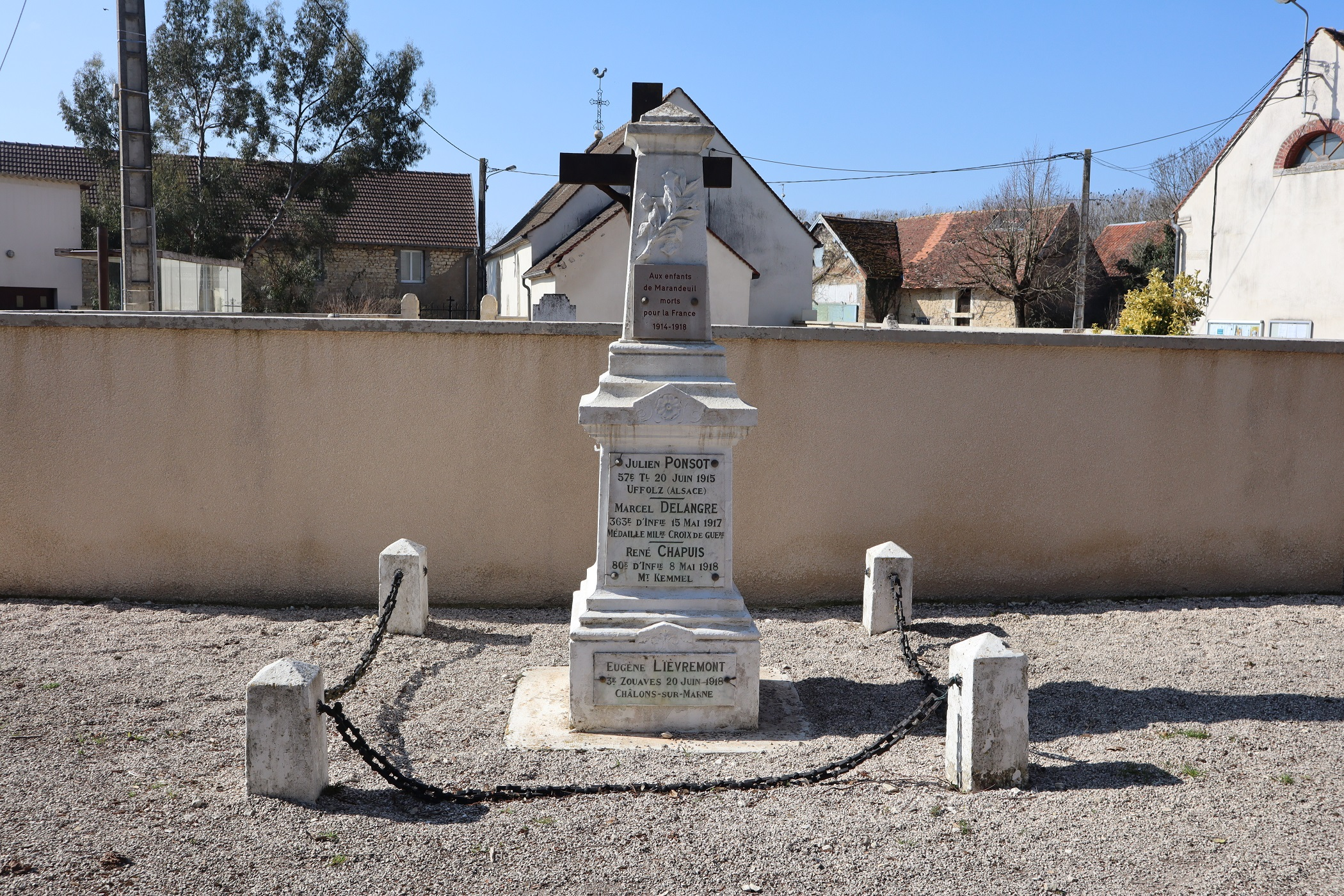
Gefallenendenkmal